# Masacre de Pucayacu
La masacre de Pucayacu se refiere al hallazgo de la primera fosa común durante la época del terrorismo en el Perú, ocurrido el 22 de agosto de 1984. En el lugar se encontraron los cadáveres de 50 personas. La masacre fue atribuida a miembros de la Marina de Guerra del Perú, quienes detuvieron, torturaron y asesinaron a 49 hombres y 1 mujer, cuyos cadáveres fueron encontrados en la fosa de Pucayacu, distrito de Marcas, provincia de Acobamba, departamento de Huancavelica.
El descubrimiento de la fosa provino de la información recopilada a través de un testigo por el periodista del diario La República, Carlos Alfredo Valdez Medina. La responsabilidad de los hechos recayó en el capitán de corbeta AP Álvaro Artaza Adrianzén, apodado Comandante Camión, entonces Jefe del Comando Político Militar de Huanta y La Mar.